# Умарова, Максудахан
Максудахан (Максудахон) Умарова (узб. Maqsudaxon Umarova; 1923, Кумшайдан — ?) — советская деятельница, новатор производства, бригадир хлопководческой бригады колхоза имени Якубова. Член Центральной ревизионной комиссии КПСС в 1976—1981 годах. Герой Социалистического Труда (10.12.1973).

## Биография
Родилась в крестьянской семье в кишлаке Кумшайдан.
В 1943—1970 годах — заместитель председателя Узгаришского кишлачного совета депутатов трудящихся, заместитель председателя колхоза "Мустахкам" Пахтаабадского района Андижанской области, звеньевая, земледелица колхоза в Андижанской области.
Член ВКП(б) с 1945 года.
В 1970 году окончила среднюю школу.
С декабря 1970 года — бригадир хлопководческой бригады колхоза имени Якубова Пахтаабадского района Андижанской области Узбекской ССР.
Потом — на пенсии.

## Награды и звания
- Герой Социалистического Труда (10.12.1973)
- 2 ордена Ленина (10.12.1973)
- орден Трудового Красного Знамени
- медали